# Eparano-alfa-glucosaminide N-acetiltransferasi
La eparano-alfa-glucosamminide N-acetiltransferasi è un enzima appartenente alla classe delle transferasi, che catalizza la seguente reazione:
acetil-CoA + eparano solfato α-D-glucosamminide ⇄ CoA + eparano solfato N-acetil-α-D-glucosamminide
L'enzima deriva dall'acetilazione dei gruppi di glucosammina dell'eparano solfato ed eparina dalla quale è stato rimosso il solfato. Agisce anche sull'eparina. Non è uguale alla glucosammina N-acetiltransferasi (numero EC 2.3.1.3) o alla glucosammina-fosfato N-acetiltransferasi (numero EC 2.3.1.4).